# In ovis hapalis
In ovis hapalis – rodzaj pasty (pesto), charakterystyczny dla kuchni starożytnego Rzymu. Przyrządzana jest do dziś.
Pastę przyrządzano z utartych: lubczyku (świeżego), orzeszków piniowych, miodu i pieprzu. Służyła do nadziewania lub wzbogacania jajek gotowanych na twardo, które były w antycznym Rzymie bardzo popularnym daniem śniadaniowym.